# Група 12 на периодичната система
Група 12 на периодичната система („цинкова група“), е група на периодичната система, съставена от преходните метали:
- цинк
- кадмий
- живак
- коперниций